# Laguna Sico
La laguna Sico es un cuerpo superficial de agua ubicado en la Región de Antofagasta, unos kilómetros al este del Salar del Laco y muy cerca de la frontera internacional y del correspondiente Paso Sico.

## Ubicación y descripción
Hans Niemeyer la considera una subcuenca del salar del Laco.: 205 

## Historia
Luis Risopatrón la describe brevemente en su Diccionario Jeográfico de Chile: 843 
Sico (Laguna) 23° 55' 67° 20' Es pequeña i se encuentra a unos 4 350 m de altitud, al E de la laguna Laco, cercana a la Arjentina. 134; i 156.